# San Antonio Abad
San Antonio Abad és una església parroquial al municipi palmer de Fuencaliente de La Palma (Canàries, Espanya), presenta una construcció d'un sol cos d'estil canari de 22,65 m d'ample i 6,65 m d'alçada.
Aquesta església data de 1576, com a ermita annexa a la Parròquia de Mazo. Sobre 1603 es van fer els llenços de la paret que abans eren de taules, es va arreglar l'altar i es va cobrir i va emblanquinar l'ermita. En 1706 es col·loca sòl de taules sollar. Entre 1730 i 1734 es realitzen obres de reedificació, intervenint diversos picapedrers, entre ells, Domingo Crespo que va realitzar l'arc de la porta, aquesta obra de reedificació es va perllongar fins a 1745.
L'ermita es va erigir en església parroquial el 29 de juliol de 1832 i des d'aquesta data ha quedat independent de la seva matriu. El seu campanar, realitzat per Estanislao Duque, data de 1866. El presbiteri té forma rectangular i té un amidament de 10 m de llargària i 6,65 m d'ample i els frescos del seu sostre van ser realitzats per Ubaldo Bordanova Moreno en 1904. El sostre és de cànem emblanquinat, i per fora, cal destacar l'espadanya de pedreria sobre dependències annexes al temple.
Entre 1901 i 1904 és objecte d'ampliació en la qual s'augmenta des de la porta principal fins al cor.